# Zoran Simjanović
Zoran Simjanović (Belgrad, República Socialista de Sèrbia, República Federal Socialista de Iugoslàvia, 11 de maig de 1946 - Belgrad, Sèrbia, 11 d'abril de 2021) va ser un músic i compositor serbi.

## Biografia
Des de 1961 va fundar i va tocar en algunes de les bandes de rock més populars a Iugoslàvia i a l'estranger (Siluete, Elipse). També va escriure cançons per als seus amics que van guanyar premis en festivals, encara que finalment mai va tenir un gran interès per la música pop en general.
Des de 1975, ha compost partitures per a cinema, televisió i teatre, a Iugoslàvia i a l'estranger. Va escriure la música per almenys 55 pel·lícules, diverses d'elles col·laboracions amb el director Emir Kusturica, i una gran quantitat per a televisió. Els darrers anys ha estat professor a la Facultat d'Arts Escèniques i a la Facultat d'Art de la Música de Belgrad.
Va morir l'11 d'abril de 2021, un mes abans de complir els 75 anys, després d'estar infectat de COVID-19 durant dues setmanes.

## Filmografia

### Compositor
- Balkan ekspres 3 (2009) (preproducció)
- Besa (2009) (posproducció)
- Turneja (2008)
- Balkanska braća (2005)
- San zimske noći (2004)
- Pad u raj (2004)
- Sjaj u očima (Loving Glances) (2003)
- Kordon (2002)
- Serbie, année zéro (2001)
- Harold i Mod (2001) (TV)
- Proleće u Limasolu (1999) (TV)
- U ime oca i sina (1999)
- Bure baruta (1998)
- Poludeli ljudi (1997)
- Triptih o veličini (1997)
- Urnebesna tragedija (1995)
- Terasa na krovu (1995)
- Pare ili zivot (1995)
- Priča (1995)
- Sto godina jednog veka (1995)
- Memento mori 1 (1994)
- Rupa u duši (1994)
- Kaži zasto me ostavi (1993)
- Tito i ja (1992)
- Tango argentino (1992)
- Virdžina (1991)
- Stanica običnih vozova (1990)
- Balkanska perestrojka (1990)
- Sabirni centar (1989)
- Masmediologija na Balkanu (1989)
- Švedski aranzman (1989)
- Vreme čuda ) (1989)
- Rođaci iz Lazina (1989) TV series
- Balkan ekspres 2 (1988)
- Drugi čovek (1988)
- Tajna manastirske rakije (1988)
- El Camino del sur (1988)
- Za sada bez dobrog naslova (1988)
- Anđeo čuvar (1987)
- Život radnika (1987)
- Lager Niš (1987)
- Uvek spremne zene (1987)
- Već viđeno (1987)
- Griffon u Beogradu (1986) (TV)
- Lepota poroka (1986)
- Hey Babu Riba (1986)
- Otac na službenom putu (1985)
- Jagode u grlu (1985)
- I to će proći (1985)
- Tajvanska kanasta (1985)
- Dvostruki udar (1985) (TV)
- Žikina dinastija (1985)
- Sloboda (1984)
- Šta je s tobom, Nina (1984)
- Šta se zgodi kad se ljubav rodi (1984)
- Kaleidoskop dvadesetog veka (1984) (TV)
- Romeo i Julija (1984)
- Uvek sa vama (1984) TV series
- Pazi šta radiš (1984)
- Moljac (1984)
- Opasni trag (1984)
- Ne tako davno (1984) TV mini-series
- Idi mi, dođi mi (1983)
- Malograđani (1983) (TV)
- Orao (1983)
- Balkan ekspres (1983)
- Mućak (1983)
- Trije prispevki k slovenski blaznosti (1983)
- Nesto između (1983)
- Variola Vera (1982)
- Četvrtak umesto petka (1982) (TV)
- Dvije polovine srca (1982)
- Jelena Gavanski (1982) (TV)
- Učiteljica (1982)
- Maratonci trce počasni krug (1982)
- Sjećaš li se Dolly Bell (1981)
- Sok od šljiva (1981)
- Neka druga zena (1981)
- Duel (1981)
- Gazija (1981)
- 'Samo za dvoje (1980) (TV)
- Ćorkan i Švabica (1980) (TV)
- Majstori, majstori! (1980)
- Petrijin venac (1980)
- Most (1979)
- Draga moja Iza (1979)
- Zemaljski dani teku (1979)
- Bife 'Titanik' (1979) (TV)
- Nacionalna klasa (1979)
- Pucanj u šljiviku preko reke (1978) (TV)
- Boško Buha (1978)
- Nevjeste dolaze (1978) (TV)
- Miris poljskog cveća (1977)
- Specijalno vaspitanje (1977)
- Grlom u jagode (1976)
- Sve što je bilo lepo (1976) (TV)
- Ljubičice (1975) (TV)
- Slike bez rama - iz dečijih knjiga (1973) TV series